# Глинка, Василий Матвеевич
Васи́лий Матве́евич Гли́нка (9 [21] марта 1836, Смоленская губерния — 5 [18] июня 1902, Санкт-Петербург) — русский государственный деятель, подольский губернатор, член Совета министра внутренних дел в 1892—1902 годах. Действительный тайный советник.

## Биография
Происходил из старинного дворянского рода. Родился в селе Мольково Смоленской губернии 9 (21) марта 1836 года в семье отставного штабс-капитана Матвея Дмитриевича Глинки и его жены княжны Прасковии Васильевны Друцкой-Соколинской.
Как и отец, обучался в Первом кадетском корпусе. В военную службу вступил прапорщиком 11 июня 1855 года. Участвовал в Крымской кампании, в том числе в сражении на Чёрной речке.
В 1861 году, получив разрешение военного начальства, был назначен членом одного из окружных мировых съездов, а в 1863 году — членом Волынского губернского по крестьянским делам присутствия. В 1864 году уволился с военной службы с чином штабс-капитана и перешел на гражданскую службу. В награду за службу был пожалован имением в Житомирском уезде — казенной фермой «Вильский Тартак» (824 десятины).
5 ноября 1879 года был назначен Подольским вице-губернатором, а 24 сентября 1882 года — переведён на ту же должность в Волынскую губернию. С 30 августа 1881 года состоял в чине действительного статского советника. 
5 июня 1885 года был назначен Подольским губернатором. С 1 января 1891 года — тайный советник. В 1892 году был назначен членом Совета министра внутренних дел и занимал эту должность до своей смерти 5 (18) июня 1902 года.

## Награды
- орден Св. Станислава 1-й ст. (1885)
- орден Св. Анны 1-й ст. (1888)
- орден Св. Владимира 2-й ст. (1894)

## Семья
Во время службы в Волынской губернии женился на дочери статского советника Софье Яковлевне Молчановой (?—1929). Их дети:
- Яков (1870—1950), начальник канцелярии Государственной думы, автор мемуаров.
- Людмила (1871—1937).
- Пётр (1873[2]/1874—1942), выпускник Санкт-Петербургского университета, статский советник; член правления Минского Вольно-пожарного общества (1904—1906)[3]. В 1930-е годы репрессирован. Умер в блокадном Ленинграде[4]. Был женат на Людмиле Николаевне (урожд. Казачок; ? — 1961); их дочери[3]:
  - Надежда (1900 — ?), замужем за Сергеем Николаевичем Исаевым;
  - Мария (1901, Санкт-Петербург — ?), художница, замужем за четвероюродным братом Сергеем Михайловичем Глинкой (1899—1942);
- Иван (1876—?), преподаватель физики и космографии во 2-й Санкт-Петербургской гимназии и Александровском лицее;
- Андрей (1877 — после 1912)